# Rhinopalpa callonice
Rhinopalpa callonice är en fjärilsart som beskrevs av Hans Fruhstorfer 1898. Rhinopalpa callonice ingår i släktet Rhinopalpa och familjen praktfjärilar. Inga underarter finns listade.